# 109P/Swift–Tuttle
Sao chổi Swift–Tuttle (định danh: 109P/Swift–Tuttle) là một sao chổi được phát hiện bởi Lewis Swift vào ngày 16 tháng 7 năm 1862 và bởi Horace Parnell Tuttle vào ngày 19 tháng 7 năm 1862. Quỹ đạo của sao chổi này khá rõ ràng và có đường kính 26 km (16 mi).
Sao chổi này xuất hiện trở lại vào năm 1992, khi đó nó được nhà thiên văn học Nhật Bản Tsuruhiko Kiuchi phát hiện và có thể nhìn thấy bằng ống nhòm. Sao chổi này có kích thước lớn hơn 10 km so với vật thể giả thuyết đã quét sạch khủng long trong sự kiện tuyệt chủng kỷ Creta-phân đại đệ Tam.
Phần thân của sao chổi này đã tạo ra các cơn mưa sao băng Perseids.
Một khía cạnh khác thường về quỹ đạo của sao chổi này là nó hiện đang có quỹ đạo cộng hưởng 1:11 với Sao Mộc; nghĩa là nó hoàn thành một chu kỳ quỹ đạo sau mỗi 11 chu kỳ quỹ đạo của Sao Mộc.
Năm 2126, nó sẽ đạt cấp sao biểu kiến khoảng 0,7.

## Mối nguy hiểm tiềm ẩn đối với Trái Đất
Sao chổi này di chuyển trên quỹ đạo gần với Trái Đất và Mặt Trăng. Sau khi được phát hiện lại vào tháng 9 năm 1992, ngày sao chổi đi qua điểm cận nhật đã khác với dự đoán năm 1973 là 17 ngày. Sau đó, người ta nhận thấy rằng nếu điểm cận nhật tiếp theo của nó (tháng 7 năm 2126) cũng bị lệch 15 ngày (ngày 26 tháng 7), thì sao chổi có thể va chạm với Trái Đất vào ngày 14 tháng 8 năm 2126 (IAUC 5636: 1992t).
Kích thước nhân của Swift–Tuttle là một trong những vấn đề cần quan tâm. Nhà thiên văn học kiêm nhà văn Gary W. Kronk đã tìm kiếm về các lần xuất hiện trước đây của sao chổi này. Ông nhận thấy rằng sao chổi này rất có thể đã được người Trung Quốc quan sát thấy ít nhất hai lần, lần đầu tiên vào năm 69 trước Công nguyên và sau đó là năm 188 Công nguyên. Đều này sau đó được Brian G. Marsden xác nhận một cách nhanh chóng.
Với thông tin đó và với các quan sát tiếp theo đã dẫn đến việc tính toán lại quỹ đạo của sao chổi Swift–Tuttle, kết quả cho thấy quỹ đạo của nó rất ổn định, và sẽ không gây nguy hiểm trong vòng 2000 năm tới. Các nhà thiên văn học tin rằng vào năm 2126, nó sẽ đạt cấp sao biểu kiến khoảng 0,7.
| Ngày & giờ tiếp cận gần nhất    | Khoảng cách với Trái Đất (AU)                           | Khoảng cách với Mặt Trời (AU)               | Vận tốc wrt Earth (km/s) | Vận tốc wrt Sun (km/s) | Uncertainty region (3-sigma) | Chú thích |
| ------------------------------- | ------------------------------------------------------- | ------------------------------------------- | ------------------------ | ---------------------- | ---------------------------- | --------- |
| Ngày 05 tháng 8 năm 2126, 15:50 | 0,15337 AU (22,944 triệu km; 14,257 triệu mi; 59,69 LD) | 1,04 AU (156 triệu km; 97 triệu mi; 400 LD) | 58.3                     | 40.8                   | ± 11000 km                   | Horizons  |

Sự tiếp cận gần với Trái Đất được dự đoán khi sao chổi này sẽ quay lại vòng trong Hệ Mặt Trời vào năm 3044; khoảng cách gần nhất được ước tính là khoảng một triệu dặm (1.600.000 km; 0,011 AU), với khả năng va chạm là 1×106. Một lần tiếp cận khác được dự đoán sẽ vào năm 4479, khoảng ngày 15 tháng 9; khoảng cách được ước tính là ít hơn 0,05 AU; khả năng va chạm của Trái Đất ước tính khoảng 2×10−8. Là vật thể lớn nhất trong Hệ Mặt Trời có khả năng tiếp cận gần Trái Đất, với vận tốc tương đối là 60 km/s, nên năng lượng va chạm được ước tính gấp 27 lần năng lượng va chạm trong sự kiện K-T. Sao chổi Swift–Tuttle đã từng được miêu tả là "vật thể đơn lẻ nguy hiểm nhất đối với nhân loại".